# Madigondo
Madigondo is een bestuurslaag in het regentschap Magetan van de provincie Oost-Java, Indonesië. Madigondo telt 4687 inwoners (volkstelling 2010).